# اردک سوت‌زن سرگردان

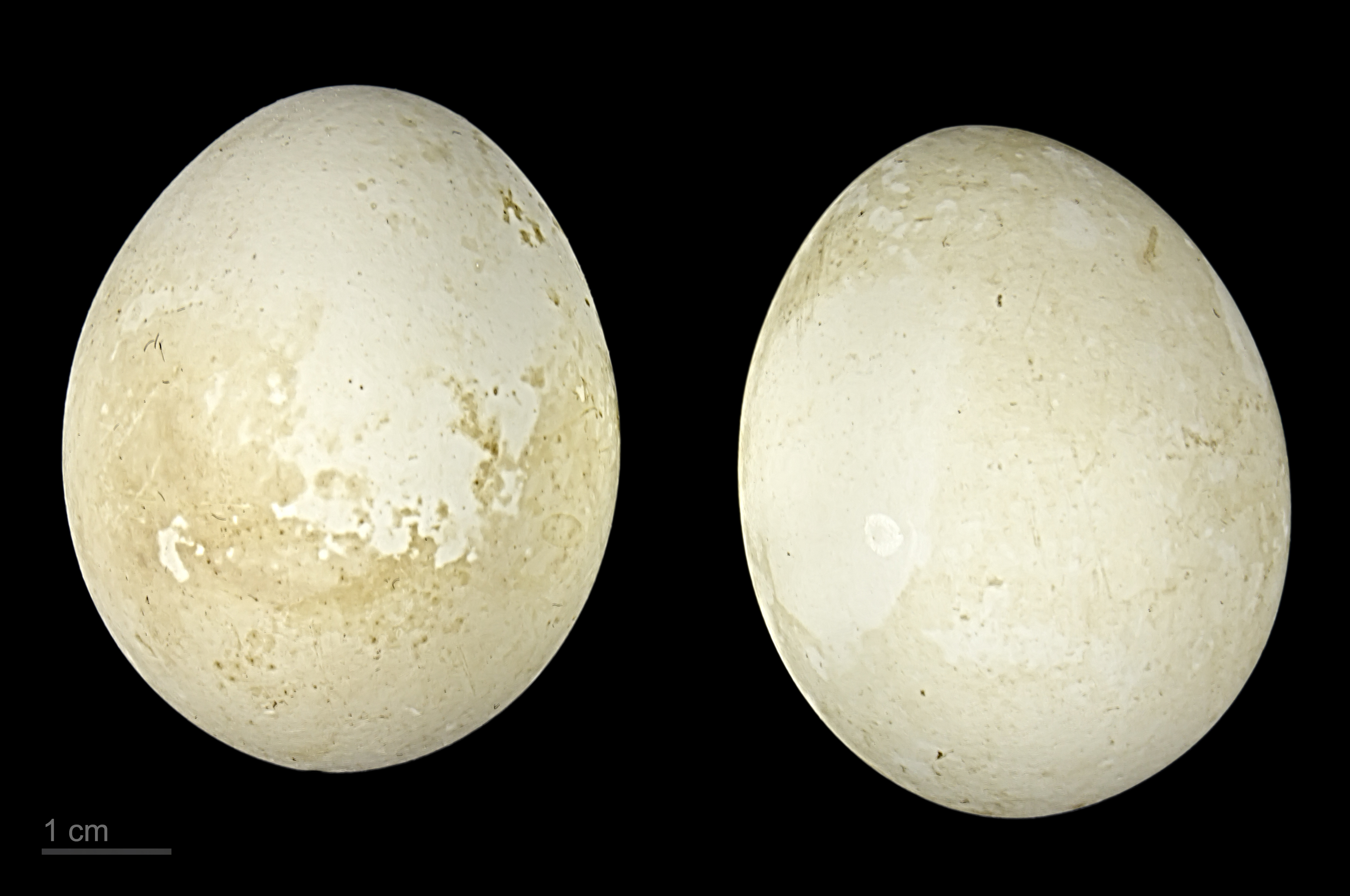
Dendrocygna arcuata

اردک سوت‌زن سرگردان (نام علمی: Dendrocygna arcuata) گونه‌ای اردک سوت‌زن است که در مناطق زیراستوایی استرالیا، فیلیپین، بورنئو، اندونزی، پاپوآ گینه نو، و جزایر اقیانوس آرام زندگی می‌کند.

## رده‌بندی
اردک سوت‌زن سرگردان داراری سه زیرگونه است: زیرگونه D. a. arcuata با نام اردک سوت‌زن سرگردان اندونزیایی، زیرگونه D. a. australis با نام اردک سوت‌زن سرگردان استرالیایی، و زیرگونه D. a. pygmaea با نام اردک سوت‌زن سرگردان کوتوله.